# Секль
Секль (фр. Sexcles, окс. Sescles) — коммуна во Франции, находится в регионе Лимузен. Департамент — Коррез. Входит в состав кантона Меркёр. Округ коммуны — Тюль.
Код INSEE коммуны — 19259.
Коммуна расположена приблизительно в 430 км к югу от Парижа, в 110 км юго-восточнее Лиможа, в 31 км к юго-востоку от Тюля.

## Население
Население коммуны на 2008 год составляло 224 человека.
| 1962 | 1968 | 1975 | 1982 | 1990 | 1999 | 2008 |
| ---- | ---- | ---- | ---- | ---- | ---- | ---- |
| 388  | 428  | 382  | 305  | 257  | 239  | 224  |

## Администрация
| Период | Период | Фамилия             | Партия | Примечания |
| ------ | ------ | ------------------- | ------ | ---------- |
| 2001   | 2008   | Анжелина Дженинатти |        |            |
| 2008   |        | Клод Альриви        |        |            |

## Экономика
В 2007 году среди 119 человек в трудоспособном возрасте (15-64 лет) 79 были экономически активными, 40 — неактивными (показатель активности — 66,4 %, в 1999 году было 59,7 %). Из 79 активных работали 76 человек (45 мужчин и 31 женщина), безработных было 3 (1 мужчина и 2 женщины). Среди 40 неактивных 4 человека были учениками или студентами, 23 — пенсионерами, 13 были неактивными по другим причинам.